# Justiça de transição
Justiça de transição se refere ao conjunto de medidas políticas e judiciais utilizadas como reparação das violações de direitos humanos  Dessa forma, confronta os abusos dos direitos humanos de sociedades fraturadas como componente estratégico de uma política de transformação para a restauração da justiça, a reconciliação e manutenção da paz.
A justiça de transição reúne ações – políticas, judiciais e sociais – para fortalecer as instituições com valores democráticos, garantir o direito à memória e à verdade e responsabilizar aqueles que, de alguma forma, corroboraram com as atrocidades cometidas no regime repressivo.
Este enfoque surgiu nos finais dos anos 1980 e princípios dos anos 1990, principalmente como resposta a mudanças políticas e demandas de justiça na América Latina e na Europa oriental.
Essa perspectiva reconhece os direitos fundamentais à justiça, à verdade, à memória e à reparação como requisito necessário para a consolidação institucional da democracia em sociedades pós-conflito. 